# Dorcadion macedonicum
Dorcadion macedonicum är en skalbaggsart som beskrevs av Jurecek 1929. Dorcadion macedonicum ingår i släktet Dorcadion och familjen långhorningar. Inga underarter finns listade i Catalogue of Life.